# José Collado Forner
José Collado Forner (n. 2 de octubre de 1953) es un jugador de ajedrez español.

## Resultados destacados en competición
Fue una vez Campeón de Cataluña de ajedrez, en los años 1991 como jugador del club de ajedrez Vulcá, superando a Alejandro Pablo, en un magnífico torneo donde hizo el récord de puntuación en una final absoluta, puntuando 8 de 9.
Fue subcampeón de Cataluña juvenil en el año 1973.